# Christine Pompéï
Œuvres principales
Les Enquêtes de Maëlys
Christine Pompéï, née le 8 mars 1971 à Paris, est une auteure française de livre pour enfants vivant à Épalinges en Suisse.

## Biographie
Née dans région parisienne, Christine Pompéï et son frère suivent leurs parents en Bretagne, leur lieu d’origine, où ils passent leur enfance à Saint-Malo. Après le lycée, appréciant la langue allemande, Christine Pompeï obtient une licence d’allemand à l'université de Rennes en 1992.  Elle étudie ensuite à l'Institut Supérieur d'Interprétariat et de Traduction à Paris de 1992 à 1996 et elle devient traductrice spécialisée dans la finance. Après avoir séjourné en Allemagne et en Autriche, elle s'installe en Suisse romande.  
Christine Pompéï est d'abord active en tant qu’assistante de direction dans une société allemande basée à Paris. Elle y rencontre son ex-mari, informaticien, dont elle a conservé le nom de famille. Pour des raisons professionnelles, elle le suit à Lausanne en 1999. Elle y trouve un travail comme traductrice chez UBS où elle reste jusqu’à la naissance de sa fille Maëlys en 2004. Elle se met ensuite à son compte en tant que traductrice free-lance et accouche d’une seconde fille prénommée Annélia. À la naissance de ses filles, elle commence à leur raconter des histoires à leur coucher. Elle se met alors à l'écriture pour ne pas les oublier. Elle écrit principalement durant la nuit. Après son divorce, elle trouve un poste comme assistante de direction à la RTS.
En 2010, Christine Pompéï publie son premier livre Histoire et légendes de Suisse, suivi par Mes p’tits contes du canton de Vaud et d’autres ouvrages consacrés aux cantons suisses romands. Intéressée par les lieux d’histoire et les villes, elle commence une série intitulée Les enquêtes de Maëlys, du nom de sa fille aînée. Le premier livre de la série, L’énigme de la cathédrale de Lausanne, paraît en 2013. Le roman emmène son lectorat partir à la découverte de différents quartiers de la ville: la place de la Palud, l'esplanade de Montbenon, la Tour de Sauvabelin et Ouchy, afin d'obtenir des indices et résoudre l'énigme. Depuis, 17 autres volumes sont sortis et la série remporte un vif succès, avec plus de 100'000 exemplaires vendus en 2016,,. Parallèlement, Christine Pompeï anime des ateliers d’écriture dans les écoles et bibliothèques romandes. 
Depuis 2014, elle participe à la Bataille des livres, une association francophone qui fait la promotion de la lecture dans les classes de primaire,. Depuis 2021, elle écrit des histoires pour l'émission Brouhaha sur la Première, ainsi que ses premières pièces théâtrales.

## Œuvres
- Mon coffret de princesses et de bijoux, 2010,Éditions Auzou ;
- Ma première boîte des formes, 2011, Éditions Auzou ;
- Histoires et légendes de Suisse, 2011 ,Éditions Auzou ;
- La Révolte des mots, 2011,Éditions Auzou ;
- Le Goût du bonheur, 2012,Éditions Auzou ;
- Je découvre les animaux de la savane en m’amusant, 2012, Éditions Grenouille
- Je découvre les animaux de la ferme en m’amusant, 2012, Éditions Grenouille
- Je découvre les animaux de la forêt en m’amusant, 2013, Éditions Grenouille
- Je découvre les animaux du grand froid en m’amusant, 2013, Éditions Grenouille
- Mes premiers contes, 2013, éditions du Seuil jeunesse, livre CD ;
- Le Monde des footballeurs, pompiers et policiers, 2013, Éditions Grenouille
- Les Bébés animaux, 2013, éditions La Martinière jeunesse ;
- Chevaux de légende ,2013, éditions La Martinière jeunesse ;
- Princesse du Soleil levant, 2014, éditions La Martinière jeunesse ;
- Un monde de fées, 2015 , éditions La Martinière jeunesse
- Déesses de légende, 2015 , éditions La Martinière jeunesse[11].

### SérieLes Enquêtes de Maëlys
En 2017, les 14 premiers volumes ont été vendus  à plus de 100 000 exemplaires en Suisse et les traductions existent en anglais et allemand
- Tome 1, L'Énigme de la Cathédrale de Lausanne, 2013, Éditions Auzou ;
- Tome 2, Mystérieuse Disparition à Genève, 2013, Éditions Auzou ;
- Tome 3, Étrange Nuit au Château de Chillon, 2014, Éditions Auzou ;
- Tome 4, Sur les Traces du Trésor de Saillon, 2014, Éditions Auzou ;
- Tome 5, Voyage dans le Temps à La Chaux-de-Fonds, 2014, Éditions Auzou ;
- Tome 6, L’Espion de la Gruyère, 2015, Éditions Auzou ;
- Tome 7, Le Monstre du Léman, 2015, Éditions Auzou ;
- Tome 8, Le Secret de Jaya, 2015, Éditions Auzou ;
- Tome 9, Les Détectives de l'Ombre, 2016, Éditions Auzou ;
- Tome 10, Enquête sportive à Lausanne, 2016, Éditions Auzou ;
- Tome 11, Drôle d'Anniversaire à Vevey, 2016, Éditions Auzou ;
- Tome 12, Sur la Piste des Ours à Berne, 2016, Éditions Auzou;
- Tome 13, Sabotage au Cirque de Payerne, 2017, Éditions Auzou.
- Tome 14, Coup de Foudre sur le Pont de Lucerne, 2017,  Éditions Auzou.
- Tome 15, Le Livre du Soupçon, 2018,  Éditions Auzou.
- Tome 16, Les Brigands du Jorat, 2018,  Éditions Auzou.
- Tome 17, L'inconnu du Carnaval de Bâle, 2018,  Éditions Auzou.
- Tome 18, Vendanges insolites en Lavaux, 2019,  Éditions Auzou.
- Tome 19, Grands Frissons à La Brévine, 2019,  Éditions Auzou.
- Tome 20, Pris au Piège à Yverdon-les-Bains, 2019,  Éditions Auzou.
- Tome 21, Alerte à la Bibliothèque Nationale, 2020,  Éditions Auzou.
- Tome 22, Le Voleur de Fleurs de Carouge, 2020,  Éditions Auzou.
- Tome 23, Les Sorciers du Valais, 2021,  Éditions Auzou.
- Tome 24, Vent de panique à Fribourg : c'est toi qui mènes l'enquête !, 2021, Éditions Auzou.
- Tome 25, Sauvetage royal à Zürich, 2022, Éditions Auzou.

### SérieAnnélia et les animaux
- Tome 1, Cocard le saint-bernard, 2018, Éditions Auzou.

- Tome 2, Gavotte la marmotte, 2018, Éditions Auzou.
- Tome 3, Ganache la vache, 2019, Éditions Auzou.
- Tome 4, Idéal le cheval, 2019, Éditions Auzou.
- Tome 5, P'tite-merveille l'abeille, 2020, Éditions Auzou.
- Tome 6, Le roi des chamois, 2020, Éditions Auzou.
- Tome 7, Majestic le cygne, 2021, Éditions Auzou.
- Tome 8, La nuit des lynx, 2021, Éditions Auzou.
- Tome 9, Un chat tombé du ciel, 2022, Éditions Auzou.

### SérieMes p'tits contes
- Mes p'tits contes du canton de Genève, 2012, Éditions Auzou ;
- Mes p'tits contes du canton de Vaud, 2012, Éditions Auzou ;
- Mes p'tits contes du canton de Neuchâtel, 2012, Éditions Auzou ;
- Mes p'tits contes du canton de Fribourg, 2012, Éditions Auzou ;
- Mes p'tits contes du canton du Jura, 2013, Éditions Auzou ;
- Mes p'tits contes du canton du Valais, 2013, Éditions Auzou.